# Aruga Kizaemon
Aruga Kizaemon (japanisch 有賀 喜左衛門; geboren 20. Januar 1897 in Asahimura (heute: Tatsuno), Präfektur Nagano; gestorben 20. Dezember 1979 in Matsumoto) war ein japanischer Soziologe mit dem Schwerpunkt dörfliche Gemeinschaft.

## Leben und Werk
Aruga Kizaemon machte seinen Studienabschluss an der Universität Tokio und wurde Professor an der „Tōkyō University of Education“, der Vorläufereinrichtung der heutigen Universität Tsukuba. Nach Eintritt in den Ruhestand wirkte er von 1965 bis 1973 als Professor an der „Japan Woman’s University“.
Aruga wurde als Student von den Volkskundlern Yanagi Muneyoshi und Yanagita Kunio beeinflusst. Als Soziologe befasste er sich hauptsächlich mit den sozialen Strukturen in den ländlichen Gegenden Japans. Er kam zu dem Schluss, dass es von alters her dort eine enge Verbindung zwischen den Grundbesitzern, den Pächtern und der ländlichen Sippenstruktur gibt. Er fand heraus, dass vertikale Beziehungen, die man in einem Klan oder einer größeren Sippe findet, die Grundlage der sozialen Bindung in Japan ist. Sie gilt seiner Meinung nach auch für die städtische Gemeinschaft und gilt innerhalb von Unternehmen.
Während des Pazifikkriegs führte Aruga Studien in China, Korea und Taiwan durch, wie u. a. auch Niida Noboru (仁井田 陞, 1904–1966), der 1952 „Chūgoku no nō-son-ke-soku“ (中国の農村家族) veröffentlichte, und Fukuda Tadashi (福武直, 1917–1989) mit „Chūgoku nōson no shakai seikatsu“ (中国農村の社会生活), 1947.
Zu Arugas Schriften gehören „Nihon kazoku seido to kosaku seido“ (日本家族制度と小作制度), etwa „Das System der japanischen Sippe und das der Kleinbauern“, aus dem Jahr 1943, und „Nihon no kazoku“ (日本の家族), „Die japanische Sippe“, 1965.